# Šťovík přímořský

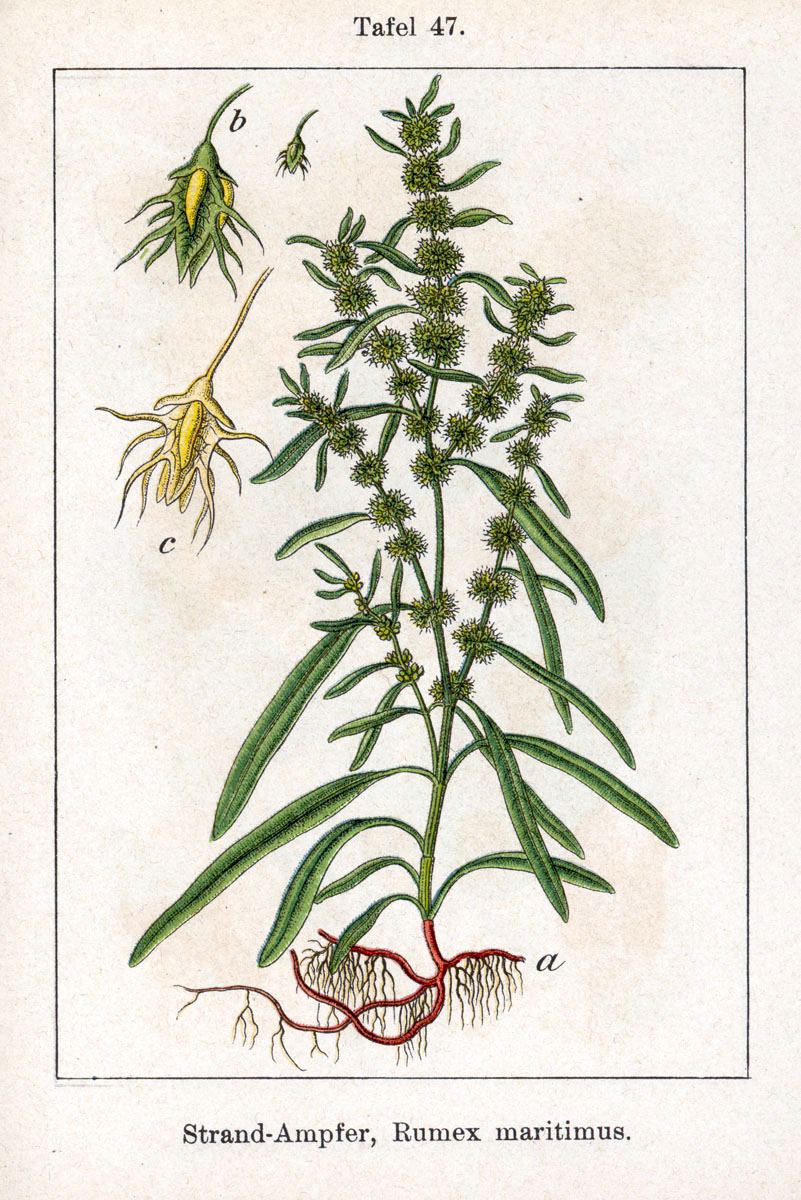
Nákres šťovíku přímořského

Šťovík přímořský (Rumex maritimus) je nízká, jednoletá rostlina, druh rodu šťovík, který má oboupohlavné květy. Tento, v české přírodě původní druh, je rostlinou vlhkomilnou rostoucí na trvale vlhkých nebo občas zaplavovaných stanovištích.

## Výskyt
Nejvíce je rozšířen na západě a ve středu Evropy, směrem na východ se řídce vyskytuje až po Ural a Kavkaz. Na severu je jeho evropský areál ohraničen jihem Skandinávie, na jihu Pyrenejemi, Apeninami a Balkánem. V mírném pásu Asie se vyskytuje na ruské Sibiři, v Izraeli, Kazachstánu, na severu Mongolska i Číny a dále na Korejském poloostrově a v tropické Asii v Myanmaru. Druhotně se šťovík přímořský dostal i do Severní a Jižní Ameriky.
V České republice se vyskytuje roztroušeně až hodně na potenciálně vlhkých místech, zejména v nížinách v rybničních pánvích a na okolních pahorkatinách, ojediněle vystupuje až do výše 650 m n. m. Poměrně vzácný je v suchých oblastech na jižní a severovýchodní Moravě.

## Ekologie
Šťovík přímořský je silně vlhkomilná bylina rostoucí v řídké vegetaci okolo vodních nádrží a toků, v příkopech cest, na zamokřených nebo často přeplavovaných loukách a okrajích polí s hlinitopísčitým podložím. Vyskytuje se také sezónně na dnech a březích letněných rybníků. Dobře mu prospívá plné slunce a výživná, dusíkem bohatá půda, snáší i mírně zasolená místa.

## Popis
Jednoletka s přímou, větvenou lodyhou, která při kvetení může dosahovat až do 70 cm. Rýhovaná lodyha se šikmo odstálými větvemi bývá nažloutlá, hnědozelené nebo červenavá a je porostlá úzce kopinatými až páskovitými listy. Přízemní a dolní listy lodyžní jsou řapíkaté a bývají dlouhé až 30 cm a široké do 4 cm. Jejich úzké čepele jsou kopinaté, k oběma koncům se pozvolna zužují a na konci jsou špičaté, celokrajné a mají zpeřenou žilnatinu; střední a horní listy jsou tvarem podobné, ale menší. Palisty vytvářejí botku, která není brvitá.
Větší část květné lodyhy s odstávajícími větvemi zabírá válcovité květenství. Je tvořeno drobnými, zelenožlutými, oboupohlavnými květy vyrůstající v mnohokvětých (15 až 30) lichopřeslenech. Květy na stopkách jsou k sobě hustě nahloučené, jen vespod jsou mírně oddálené, každý obsahuje štíhlý, krátký, podpůrný listen, takže celé květenství je hustě prolistěné a za plodů není jeho vřeteno ani vidět. Květ má šest úzce trojúhelníkovitých okvětních lístků ve dvou kruzích, tři vnější jsou drobné, tři vnitřní až 3 mm dlouhé se při zrání plodů zvětšují a vytvářejí krovky obalující plod. Krovky jsou ve zralosti zlatožluté a protažené v trojhrannou špičku, mají úzký vřetenovitý mozolek a dva páry třásní delších než jsou samy. Květy kvetou podle místa stanoviště od června do srpna, opylovány jsou větrem. Ploidie druhu je 2n = 40.
Plod je žlutohnědá, elipsoidní, ostře tříhranná, až 2 mm velká stopkatá nažka zabalená v krovkách s třásněmi a špičatými mozolky. Nažky jsou do okolí rozptylovány větrem, vodou nebo přenosem v nevyčištěném osivu či lidskou činností. Tento druh šťovíku se rozmnožuje výhradně semeny (nažkami), která mají dlouhou dobu životnosti a dokážou na příhodnou dobu k vyklíčení čekat v půdě i šest roků.

## Význam
Šťovík přímořský je rostlinou bez valného ekonomického významu. Jelikož se vyskytuje převážně na neobdělávaných pozemcích, není počítán ani mezi škodlivé plevele. Jeho mladé, kysele chutnající listy, bohaté na vitamín C, jsou někdy používané do zeleninových salátů. Obsahují ale nadměrné množství kyseliny šťavelové a nejsou ve větším množství lidem ani dobytku ze zdravotních důvodů doporučované.

## Galerie

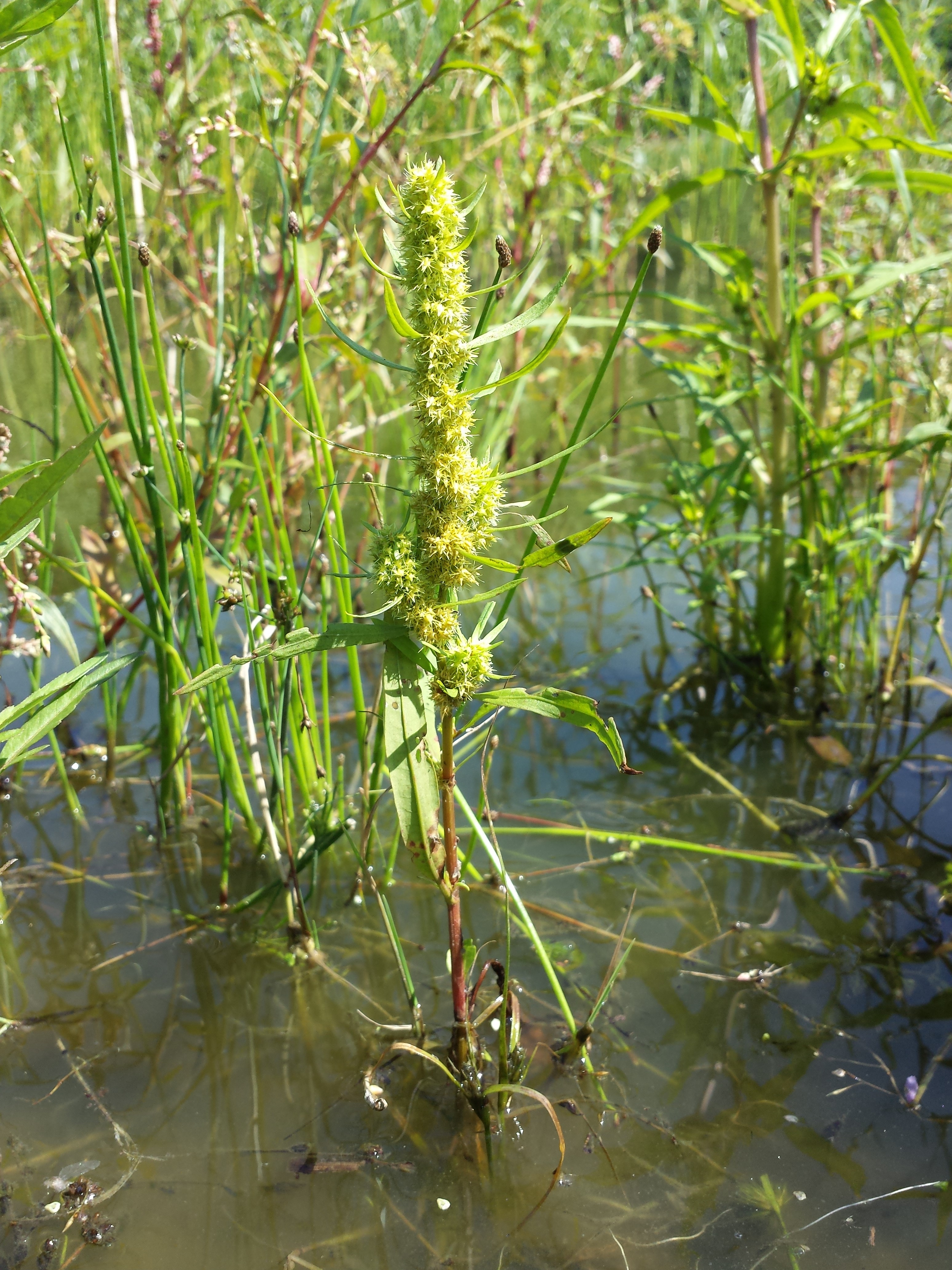
Typické prostředí
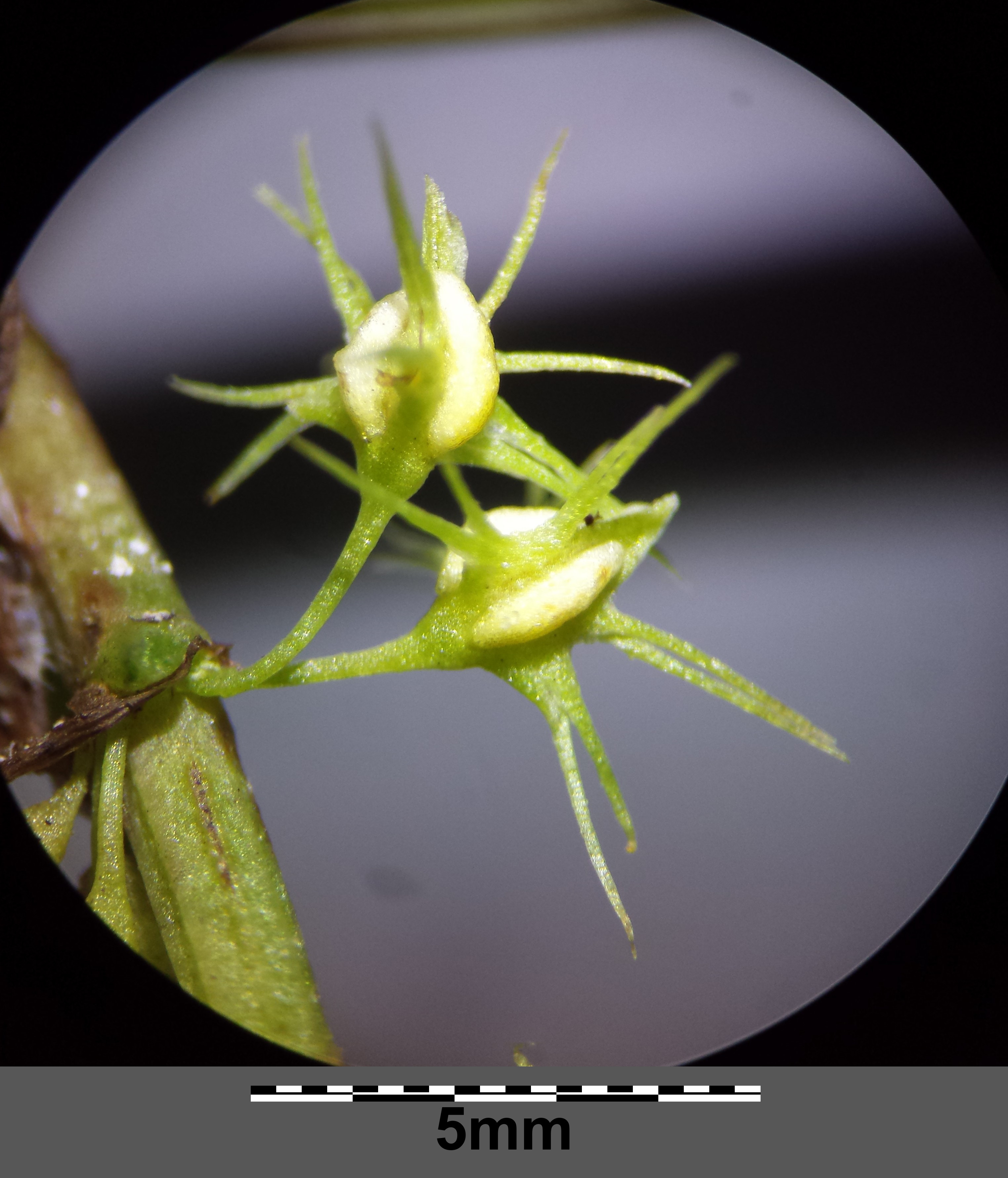
Nažky v krovkách s přívěsky
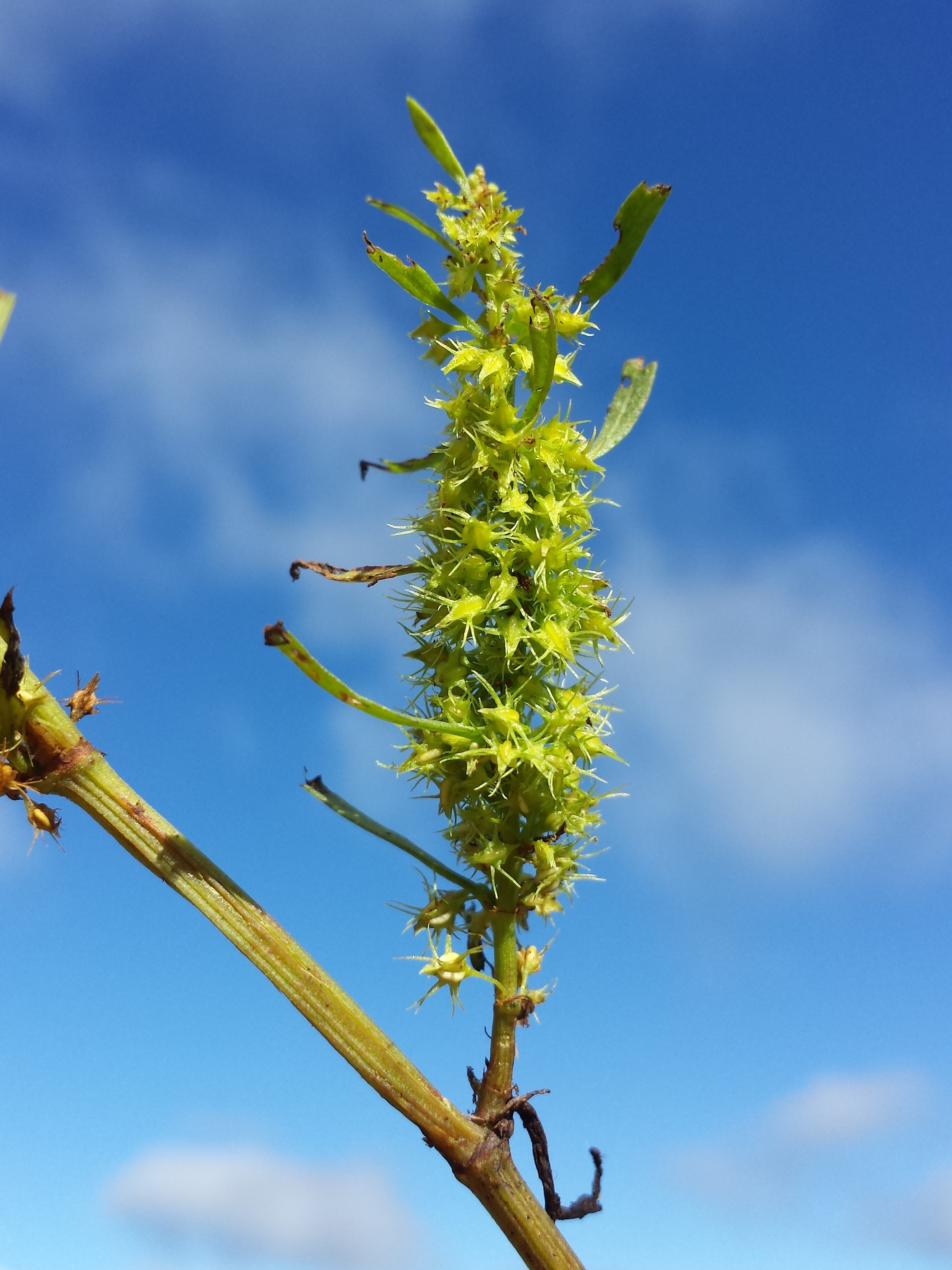
Zrající plodenství